# Donji Čehi
Donji Čehi je naselje u sastavu Grada Zagreba. Nalazi se u gradskoj četvrti Novi Zagreb – zapad.

## Stanovništvo
Prema popisu stanovništva iz 2001. godine, naselje je imalo 255 stanovnika te 76 obiteljskih kućanstava.

Prema popisu stanovništva 2011. godine naselje je imalo 232 stanovnika.
| broj stanovnika | 133   | 149   | 161   | 196   | 186   |       |       | 227   | 247   | 269   | 268   | 309   | 246   | 235   | 255   | 232   | 243   |
|                 | 1857. | 1869. | 1880. | 1890. | 1900. | 1910. | 1921. | 1931. | 1948. | 1953. | 1961. | 1971. | 1981. | 1991. | 2001. | 2011. | 2021. |

## Šport
- NK Čehi, nogometni klub